# Route nationale 414
Die Route nationale 414, kurz N 414 oder RN 414, war eine französische Nationalstraße, die von 1933 bis 1973 die Route nationale 55 bei Moyenvic mit Rambervillers verband. Ihre Gesamtlänge betrug 60 Kilometer.